# Heinz Werner (Fußballspieler, 1910)
Heinz Werner (* 17. August 1910 in Jena; † 6. Mai 1989) war ein deutscher Fußballspieler und -trainer, der im Jahr 1935 als Aktiver des 1. SV Jena ein Länderspiel für die deutsche Fußballnationalmannschaft absolviert und 1949, nach der Beendigung seiner Spielerlaufbahn beim Hamburger SV, über zwei Jahrzehnte das Traineramt beim ASV Bergedorf 85 ausgeübt hat.

## Spielerkarriere

### Vereine

#### 1. SV Jena
Heinz Werner gehörte von 1920 bis 1945 seinem Heimatverein 1. SV Jena an und gewann mit den Blau-Gelben in der Gauliga Mitte in den Jahren 1935, 1936, 1940 und 1941 die Meisterschaft. Bereits im Jahr 1931 war er erstmals für Mitteldeutschland im Wettbewerb des Bundespokals aktiv. Bei der 3:4-Niederlage in Berlin gegen die Auswahl von Brandenburg wurde er als Mittelstürmer aufgeboten und erzielte ein Tor. Er wurde durch die zwei Halbstürmer Erwin Helmchen und Richard Hofmann unterstützt. Durch seine herausragenden Vereinsleistungen brachte er es von 1933 bis 1942 in der Gauauswahl Mitte auf 21 Berufungen im Wettbewerb um den Reichsbundpokal. Nach Erfolgen über Südwest, Niedersachsen und im Halbfinale in Hamburg gegen Nordmark – mit Hans Rohde, Erwin Stührk, Otto Rohwedder, Herbert Panse, Rudolf Noack –, gehörte der Mann aus Jena auch am 24. März 1935 dem mit 2:0 Toren siegreichen Finalteam des Gau Mitte gegen die Auswahl von Brandenburg – mit Hans Appel, Emil Krause, Kurt Hallex – in Berlin an. Der Defensivverbund des Reichsbundpokalsiegers setzte sich aus Torhüter Ernst Tzschach, den Verteidigern Gerhard Riechert und Rudolf Müller sowie der Läuferreihe mit Heinz Werner, Kurt Böttger und Kurt Tetzner zusammen. In der Endrunde um die deutsche Meisterschaft 1935 absolvierte er als Mittelläufer alle sechs Gruppenspiele gegen den VfB Stuttgart, SpVgg Fürth und den 1. Hanauer FC 93. Sportlich wurde das Jahr für ihn gekrönt durch seine Berufung in die deutsche Fußballnationalmannschaft am 25. August 1935 in Erfurt für das Länderspiel gegen Rumänien. Beim 4:2-Sieg bildete er zusammen mit Fritz Deike und Albin Kitzinger eine Läuferreihe der „Debütanten“. Für das Länderspiel am 20. Oktober 1935 in Leipzig gegen Bulgarien stand er nochmals im Kader der DFB-Elf von Reichstrainer Otto Nerz, er wurde aber beim 4:2-Erfolg nicht zum Einsatz gebracht und auch ihn seiner noch lange andauernden Spielerlaufbahn nicht mehr in die Nationalmannschaft berufen. Von 1935 bis 1941 brachte er es für Jena in den Endrunden um die deutsche Meisterschaft auf 22 Einsätze und erzielte dabei ein Tor. Er war ein herausragender Protagonist des thüringischen Fußballs.

#### Hamburger SV
Nach den Umbrüchen des Zweiten Weltkriegs führte ihn 1946 sein Weg von der SG Ernst-Abbe Jena nach Hamburg und er bestritt in der Saison 1946/47 für den Hamburger SV in der dortigen Stadtliga 15 Ligaspiele. Mit der Vizemeistermannschaft von Trainer Hans Tauchert gewann er am 13. Juli 1947 in Düsseldorf die Zonenmeisterschaft (Nord- und Westdeutschland) mit 1:0 gegen Borussia Dortmund. Die HSV-Defensive formierte sich dabei mit Walter Warning im Tor, Richard Dörfel und Herbert Holdt in der Verteidigung und in der Läuferreihe mit Heinz Werner, Erwin Reinhardt und Erwin Seeler. In der Runde 1947/48 wurde erstmals die Meisterschaft in der Fußball-Oberliga Nord ausgetragen. Punktgleich mit 37:7 Zählern rangierten die „Rothosen“ mit dem Lokalrivalen St. Pauli auf dem ersten Rang. Der Altinternationale aus Jena hatte in 25 Ligaspielen drei Tore für den HSV erzielt. Die Elf vom Millerntor wurde in der unmittelbaren Nachkriegsära um die Aktiven Hans Appel, Walter Dzur, Heinz Hempel, Karl Miller und Harald Stender als „Wundermannschaft“ bezeichnet und agierte zu dieser Zeit sportlich auf Augenhöhe mit dem Hamburger SV. Das Entscheidungsspiel um die Nordmeisterschaft gewann der HSV mit dem rechten Außenläufer Heinz Werner am 2. Mai 1948 mit 2:1 Toren. Nach Erfolgen gegen Hamborn 07 (1:0) und im Halbfinale über TSV Braunschweig (3:2) standen sich wiederum der HSV und St. Pauli am 13. Juni 1948 im Victoria Stadion Hoheluft im Finale um die Britische Zonenmeisterschaft gegenüber. Der fast 38-jährige Werner agierte wie gewohnt auf der rechten Außenläuferposition und jetzt fiel der Sieg mit 6:1 Toren deutlich aus. In der erstmals nach dem Zweiten Weltkrieg ausgetragenen deutschen Fußballmeisterschaft scheiterten Werner und seine HSV-Mannschaftskollegen aber am 18. Juli 1948 nach einer überraschenden 1:2-Niederlage gegen die Gauchel-Elf von TuS Neuendorf. Am 4. April 1948 hatte der Senior in einem Repräsentativspiel der Regionalverbände Westdeutschland gegen Norddeutschland in Köln für den NFV mitgewirkt.
In seiner letzten Saison als Aktiver in der Oberliga Nord, 1948/49, endete das Meisterschaftsrennen mit St. Pauli erneut mit einem Punktegleichstand: mit jeweils 32:12 Punkten schlossen die beiden Rivalen die Runde ab und standen sich deshalb am 22. Mai 1949 wiederum in einem Entscheidungsspiel um die norddeutsche Meisterschaft gegenüber. Werner war beim 5:3-Erfolg des HSV auf Halbrechts aktiv und hatte in der Oberligasaison nochmals in 23 Ligaspielen mitgewirkt. Auch der zweite Auftritt in der Endrunde um die deutsche Meisterschaft endete für Werner und seine HSV-Kollegen mit einer Enttäuschung. Am 12. Juni 1949 in Frankfurt setzte sich der VfR Mannheim in der Vorrunde mit einem unerwartet klaren 5:0-Sieg gegen den HSV durch und feierte im Endspiel gegen Borussia Dortmund den Gewinn der deutschen Meisterschaft 1949. Nach 43 Oberligaeinsätzen mit drei Toren beendete der knapp 39-jährige Werner im Sommer seine Spielerkarriere in der Fußball-Oberliga und übernahm zur Runde 1949/50 als Spielertrainer Bergedorf 85 in der Verbandsliga Hamburg/Alster.

## Trainerkarriere
Zuerst ragt die Dauer seiner Trainertätigkeit bei den „Elstern“ – von 1949 bis 1967; nur unterbrochen durch 1955 bei Viktoria Wilhelmsburg und die Runde 1955/56 beim Eimsbütteler TV – heraus. Im Januar 1970 übernahm er ein weiteres Mal den Trainerposten im Verein und blieb bis 1972. Daneben sind besonders bedeutungsvoll der Gewinn der Meisterschaft 1958 in der Amateurliga Hamburg und nach dem Durchsetzen in der Aufstiegsrunde, der Aufstieg in die Fußball-Oberliga Nord, wo er mit dem ASV das letzte und entscheidende Gruppenspiel am 25. Mai 1958 gegen den punktgleichen Itzehoer SV mit 5:2 vor 18.000 Zuschauern im Billtalstadion gewonnen hatte. Fünf Tage nach dem Spiel gegen Itzehoe gewann er mit Bergedorf auch noch das Qualifikationsspiel zur Teilnahme um die deutsche Amateurmeisterschaft am 1. Juni 1958 am Millerntor mit 3:0 gegen den VfV Hildesheim. Das Halten der Klasse bis zum Ende der Oberligaära 1962/63 und die vier Runden Zweitligafußball von 1963/64 bis 1966/67 in der damaligen Fußball-Regionalliga Nord unterstreichen auch die Qualität der Trainerarbeit von Heinz Werner. Die Vizemeisterschaften in den Jahren 1953 und 1954 in der Amateurliga Hamburg mit dem Einzug in die Aufstiegsrunden zur Oberliga, die erste Teilnahme 1952 an den Spielen um die deutsche Amateurmeisterschaft und der Einzug 1958 in das Finale in diesem Wettbewerb runden das Wirken des Trainers Werner bei Bergedorf 85 ab.